# XAMPP
XAMPP ist ein Programmpaket von freier Software – ursprünglich vorwiegend im Umfeld des LAMP-Systems. XAMPP ermöglicht das Installieren und Konfigurieren des Webservers Apache mit der Datenbank MariaDB (ersetzte im Oktober 2015 MySQL) bzw. SQLite und den Skriptsprachen Perl und PHP (mit PEAR). Das X („cross-platform“) steht hierbei für die verschiedenen Betriebssysteme, auf denen es eingesetzt werden kann. XAMPP enthält zusätzlich andere nützliche Werkzeuge wie den FTP-Server ProFTPD oder FileZilla Server, den Mailserver Mercury, phpMyAdmin, Webalizer und OpenSSL. Von Version 1.7.4 an umfasst die Windows-Variante zusätzlich den Webserver und Webcontainer Apache Tomcat 7, der die Ausführung von JavaServer Pages und Java Servlets ermöglicht.

## Eigenschaften und Funktionen
Ziel von XAMPP ist es, eine besonders einfache Installation zu erreichen. Für Windows-Systeme gibt es eine Version mit Installationsroutine, für die anderen unterstützten Betriebssysteme (siehe unten) eine Version mit ausführlicher Installationsanleitung. Man erhält auf verkürztem Wege Serverwerkzeuge, die alleine teilweise recht lange Konfigurationszeiten benötigen würden.
XAMPP ist nicht für den Einsatz als Produktivsystem (z. B. als öffentlicher Webserver) gedacht, sondern für Entwickler, die möglichst schnell ein kompaktes Testsystem aufsetzen möchten. Dies erklärt auch die bewusst in Kauf genommenen Einschränkungen in Hinblick auf die Sicherheit von XAMPP. Die Missachtung dieser Warnung führte z. B. zum Patras-Hack bei der Bundespolizei im Juli 2011.

## Varianten
XAMPP ist für folgende Betriebssysteme erhältlich:
- Linux (früher als LAMPP bekannt)
- Solaris – noch im Beta-Entwicklungsstadium
- macOS
- Windows (Windows 2000 und höher – früher als WAMPP bekannt)

Ursprünglich wurden die jeweiligen Versionen in Abhängigkeit zum zugedachten Betriebssystem LAMPP (Linux), MAMPP (MAC) bzw. WAMPP (Windows) genannt. Aufgrund der möglichen Begriffsverwirrung und der Etablierung eines einheitlichen Produktnamens werden alle Pakete zukünftig nur noch als XAMPP bezeichnet. Die Umstellung der Software erfolgt aus Stabilitätsgründen sukzessive.

## Lizenz
XAMPP an sich ist unter der GNU General Public License (GPL) freigegeben, ebenso der größte Teil der mitgelieferten Software. In Abhängigkeit zur verwendeten Betriebssystemversion ist jedoch auch Software enthalten, die anderen Lizenzen unterliegt. Unten stehende Tabelle gibt hierzu genauere Information:
| Software     | Typ                                                 | Lizenz                                                |
| ------------ | --------------------------------------------------- | ----------------------------------------------------- |
| Apache       | Webserver                                           | Apache-Lizenz, Version 2.0                            |
| MariaDB      | Datenbank                                           | GPL                                                   |
| PHP und PEAR | Skriptsprache                                       | PHP-Lizenz                                            |
| ProFTPD 1)   | FTP-Server                                          | GPL                                                   |
| FileZilla 2) | FTP-Server                                          | GPL                                                   |
| Perl         | Skriptsprache                                       | GPL                                                   |
| phpMyAdmin   | Webanwendung zur Administration von SQL-Datenbanken | GPL                                                   |
| OpenSSL      |                                                     | OpenSSL License (ähnlich BSD-Lizenz mit Werbeklausel) |
| Mercury      | Mailserver                                          |                                                       |